# 諾馬德岩
諾馬德岩（英語：Nomad Rock）是南極洲的岩石，位於特里尼蒂半島以北9公里和雷格皮爾角東北面17公里的布蘭斯菲爾德海峽，由英國南極名稱諮詢委員會命名，現時由南極條約體系管理。